# 北海道道677号小倉山丹羽停車場線
北海道道677号小倉山丹羽停車場線（ほっかいどうどう677ごう おぐらやまにわていしゃじょうせん）は、北海道久遠郡せたな町内を結ぶ一般道道（北海道道）である。冬期通行止め区間がある。

## 概要

### 路線データ
- 起点：北海道久遠郡せたな町北檜山区小倉山
- 終点：北海道久遠郡せたな町北檜山区丹羽（旧国鉄瀬棚線 丹羽駅跡）
- 総延長：12.526 km
- 実延長：11.945 km
- 重用延長：0.581 km
- 砂利道：0.984 km

## 歴史
- 1970年（昭和45年）3月31日 - 路線認定[1]。
- 1987年（昭和62年）3月16日 - 瀬棚線の廃線に伴い、丹羽駅は廃駅となる。

## 路線状況

### 重複区間
- 国道230号：東丹羽 - 丹羽

### 冬期交通規制（通行止め）
- せたな町北檜山区小倉山856番地先（起点） - せたな町北檜山区小倉山728番8地先（小倉山ゲート）
区間延長：2.5 km

## 地理

### 通過する自治体
- 檜山振興局
  - 久遠郡せたな町

### 交差する道路
せたな町
- 国道230号 - 東丹羽、丹羽（重複）
- 北海道道936号丹羽今金線 - 丹羽

### 沿線にある施設など
せたな町
- 北海道檜山北高等学校